# Кресент Сити (Флорида)
Кресент Сити (енгл. Crescent City) град је у америчкој савезној држави Флорида. По попису становништва из 2010. у њему је живело 1.577 становника.

## Демографија
Према попису становништва из 2010. у граду је живело 1.577 становника, што је 199 (11,2%) становника мање него 2000. године.
| Група             | 2000.       | 2010.       |
| Белци             | 869 (48,9%) | 768 (48,7%) |
| Афроамериканци    | 612 (34,5%) | 486 (30,8%) |
| Азијати           | 13 (0,7%)   | 6 (0,4%)    |
| Хиспаноамериканци | 258 (14,5%) | 279 (17,7%) |
| Укупно            | 1.776       | 1.577       |